# Морфологічний каталог галактик
Морфологі́чний катало́г гала́ктик (англ.The Morphological Catalogue of Galaxies або MCG) — астрономічний каталог 30 642 галактик, складений Борисом Воронцовим-Вельяміновим та В. П. Архиповою в 1962—1974 рр. Він базується на вивченні відбитків фотопластин Паломарського атласу і переважно містить галактики до 15-ї фотографічної величини та схилення від −45° до +90°.